# Wilbert Hirsch
Wilbert Hirsch (* 1961 in Hamburg) ist ein deutscher Filmkomponist, Musikproduzent und arbeitete auch in Umfeld der Musikkategorisierung.

## Leben
Wilbert Hirsch ist seit Mitte der 1980er Jahre Komponist für Film und Fernsehserien.
Seit 1991 ist er Geschäftsführer der Musikproduktionsfirma Hirsch Music/complete audio. Im Jahr 2001 gründete Wilbert Hirsch die acg (audio consulting group) Hamburg/New York und berät seither Unternehmen in Akustischer Markenführung.

## Filmografie (Auswahl)
- 1987: Evelyn und die Männer
- 1995: Stumme Zeugin (Mute Witness)
- 1996–2006: Balko (Fernsehserie, 28 Folgen)
- 1997: American Werewolf in Paris
- 1997: Die Chaos-Queen
- 1999: Alles Bob!
- 2000: Die Mördertauben von Eving
- 2001: Zwei Brüder (Fernsehserie)
- 2001: Abschied
- 2022: The Piper